# 伊藤正秀
伊藤 正秀（いとう まさひで、1961年1月12日 - ）は、日本の国土交通技官、土木工学者、工学博士。国土交通省国土技術政策総合研究所所長を経て、土木研究センター理事長。

## 人物・経歴
東京都出身。1984年北海道大学工学部土木工学科卒業、建設省入省。2009年長岡技術科学大学大学院修了、博士（工学）。博士論文は「車道透水性舗装の実用化に関する研究」。建設省道路局企画課道路防災対策室課長補佐や、北陸地方整備局金沢河川国道事務所長、茨城県土木部長等を経て、2009年国土交通省国土技術政策総合研究所企画部コーディネート研究官。2011年中国地方整備局道路部長。
国土交通省道路局国道・防災課道路技術分析官、国土交通省国土技術政策総合研究所道路交通研究部長等を経て、2016年国土交通省国土技術政策総合研究所研究総務官。2019年国土交通省国土技術政策総合研究所長。2020年建設物価調査会顧問、土木研究センター審議役。2021年土木研究センター理事長兼DX支援室長兼技術研究所所長。「再加熱が塑性変形輪数に及ぼす影響の検討」により日本道路協会第26回日本道路会議優秀論文賞受賞。

## 著書
- 『舗装技術の質疑応答』（安藤淳と共同監修）建設図書 2005年